# 旗本退屈男
旗本退屈男（はたもとたいくつおとこ）は、小説家・佐々木味津三原作の時代小説および同作品に登場する主人公・早乙女主水之介（）の異名。

## 概要
直参旗本・早乙女主水之介を主人公とする痛快時代小説。昭和4年（1929年）4月の「文芸倶楽部」に初登場し、以後11作が発表された。また、昭和初期のサイレント時代から昭和中期までに市川右太衛門主演で映画化された作品は計30本を数え、テレビドラマとしても何度もリメイクされている。
決め台詞は「退屈じゃ退屈じゃと、退屈まぎれに罷り越せばこの始末」、「ええい、この眉間の傷が目に入らぬか」などである。決め台詞が強烈だったため、お笑いにも使われ、西川のりおが早乙女主水之介をモチーフにしたギャグを持つ。

### 早乙女主水之介
“さおとめ もんどのすけ”と読む。人呼んで旗本退屈男。数え33歳。元禄時代に活躍した徳川将軍家の直参旗本で、無役ながら1200石の大身。本所割下水の屋敷に住む独身。他に使用人が7名同居。身長五尺六寸（約170cm）というから当時としては容貌魁偉な大男だった。剣術の達人で「諸羽流正眼崩し（もろはりゅう せいがん くずし）」という無敵の技を習得している。その他にも武芸十八般に通じ、軍学にも明るい。しかし太平の元禄の世にあっては自慢の技を振るう機会に恵まれず、「退屈で仕方ない」が口癖。
外出時は黒羽二重の着流し、蝋色鞘の平安城相模守（刀の銘）を落とし差しにし、素足に雪駄履き、深編笠がお馴染みの出で立ち。
清廉潔白な性格で、権力の腐敗を憎み、相手が将軍でも直言を厭わない。一方で下々には慈悲深く、庶民とも気さくに交わるため、江戸っ子からは「退屈のお殿様」と呼ばれ親しまれている。
トレードマークは額に受けた三日月型の「天下御免の向こう傷」。これは長州藩の悪侍7人組と斬り合った時に受けた刀傷。小説では胆力と剣技、そして額の傷を「天下御免」としているが、映画では徳川将軍より天下御免の御墨付きを受けたという設定。またテレビドラマ版（北大路欣也主演）では、先代の将軍が次代を決めるにあたって真剣での勝負を催し、綱吉の代理人として立ち会った際に相手の代理人の片腕と引き替えに受けた傷ということになっている。

### 笹尾喜内
“ささお きない”と読む。早乙女家の側用人。

### 菊路
“きくじ”。主水之介の妹。

### 霧島京弥
“きりしま きょうや”。主水之介の弟分の旗本。菊路が惚れている。

## 映画
初の映画化は1930年（昭和5年）、市川右太衛門プロダクション主宰の俳優市川右太衛門が、原作小説を読んで気に入り、自ら主演作として制作した。以後33年にわたって演じ続け、これは日本映画で同一俳優が同一人物を主人公として演じた最長記録である。
劇中の、左手前に刀を持った主水之介の必殺の構え「諸羽流正眼崩し」は、右太衛門が狭い室内での立ち回りを考慮して編み出したものである。戦後、作を重ねるごとに派手さがエスカレートしていった主水之介の衣装も、「派手な芝居に合わせよう」という右太衛門の意向によるものだった。東映作品では新作ごとに新しい着物を仕立て、主水之介一人の「天下御免の着流し」に衣装代の8割が使われていた。
1930年の第1作『旗本退屈男』から1963年（昭和38年）の『謎の竜神岬』まで計30本が製作され、早乙女主水之介は一貫して市川右太衛門が演じ、彼の代表作となった。また次男の北大路欣也が霧島京弥役などで度々登場、親子共演が話題になった。
「禄は低けれど直参旗本」、「天下御免の向う傷！」などの決まり文句は、右太衛門独特の台詞廻しと相まって流行語化、その後のシリーズでも必ず出る名ゼリフとして定着した。
| 市川右太衛門主演 旗本退屈男シリーズ | 市川右太衛門主演 旗本退屈男シリーズ                           | 市川右太衛門主演 旗本退屈男シリーズ | 市川右太衛門主演 旗本退屈男シリーズ | 市川右太衛門主演 旗本退屈男シリーズ | 市川右太衛門主演 旗本退屈男シリーズ |
| No.                                 | タイトル・ 公開年月日                                         | 制作会社                            | 脚本                                | 監督                                | 共演者 |
| ----------------------------------- | ------------------------------------------------------------- | ----------------------------------- | ----------------------------------- | ----------------------------------- | --- |
| 1                                   | 旗本退屈男 （1930年10月17日）                                 | 右太プロ                            | 古海卓二                            | 古海卓二                            | 大江美智子、伊田兼美、武井龍三、小夜文子、大島敬輔、源光之助、大家血晶、三木巌、杉一平 |
| 2                                   | 京へ上がった退屈男 （1930年12月5日）                          | 右太プロ                            | 古海卓二                            | 古海卓二                            | 大江美智子、駒井浅枝、高堂国典、武井龍三、旗平八郎、梅田菊蔵、伊田兼美 |
| 3                                   | 仙台に現はれた退屈男 （1931年7月9日）                         | 右太プロ                            | 武内頼彬                            | 志波西果                            | 小夜文子、大江美智子、高堂国典、伊田兼美、武井龍三、旗平八郎、梅田菊蔵 |
| 4                                   | 江戸へ帰った退屈男 （1931年12月31日）                         | 右太プロ                            | 志波西果                            | 志波西果                            | 大江美智子、谷崎十郎、高堂国典、武井龍三、伊田兼美、旗平八郎、中山介二郎、尾形章二郎 |
| 5                                   | 爆走する退屈男 （1933年8月10日）                              | 右太プロ                            | 小石栄一                            | 小石栄一                            | 高堂国典、武井龍三、高杉貞次、古井竜之助、天野刃一、市川門二郎、頼憲二郎、大塚田鶴子 |
| 6                                   | 中仙道を行く退屈男 （1935年1月7日）                           | 右太プロ                            | 御荘金吾                            | 古野英治                            | 貴志洋子、新妻四郎、高堂国典、関操、川島清、柳咲子、三木巌、梅田菊蔵、天野刃一、オオタケタモツ |
| 7                                   | 中仙道を行く退屈男 後篇 十万石を裁く退屈男 （1935年2月8日）   | 右太プロ                            | 御荘金吾                            | 古野英治                            | 貴志洋子、新妻四郎、高堂国典、関操、川島清、柳咲子、三木巌、梅田菊蔵、天野刃一、オオタケタモツ |
| 8                                   | 富士に立つ退屈男 （1937年1月5日）                             | 松竹太秦                            | 八尋不二                            | 並木鏡太郎                          | 本郷秀雄、光川京子、柴田篤子、坪井哲、志賀靖郎、天野刃一、新妻四郎、石原須磨男、南光明 |
| 9                                   | 宝の山に入る退屈男 （1938年4月14日）                          | 新興京都                            | 原健一郎                            | 西原孝                              | 高山広子、国友和歌子、甲斐世津子、松本田三郎、原聖四郎、光岡竜三郎、水野浩、森田肇 |
| 10                                  | 旗本退屈男捕物控 前編 七人の花嫁 （1950年9月23日）            | 東横                                | 比佐芳武                            | 松田定次･ 萩原遼                    | 月形龍之介、高田浩吉、大友柳太朗、進藤英太郎、宮城千賀子、喜多川千鶴、朝雲照代、千石規子、横山エンタツ、桂春団治、桂五郎、戸上城太郎、沢村国太郎、原健作、上代勇吉、水野浩、島田照男、団徳麿、橘公子、月宮乙女、香織由起子、松浦築枝、前田静男、岬弦太郎、山内八郎、大丸巌、伊東亮英、志茂山剛、近松竜太郎、おきときお、赤木春恵、宮川喜美枝、松平明子 |
| 11                                  | 旗本退屈男捕物控 後編 毒殺魔殿 （1950年10月7日）              | 東横                                | 比佐芳武                            | 松田定次･ 萩原遼                    | 月形龍之介、高田浩吉、大友柳太朗、進藤英太郎、宮城千賀子、喜多川千鶴、朝雲照代、千石規子、横山エンタツ、桂春団治、桂五郎、戸上城太郎、沢村国太郎、原健作、上代勇吉、水野浩、島田照男、団徳麿、橘公子、月宮乙女、香織由起子、松浦築枝、前田静男、岬弦太郎、山内八郎、大丸巌、伊東亮英、志茂山剛、近松竜太郎、おきときお、赤木春恵、宮川喜美枝、松平明子 |
| 12                                  | 旗本退屈男 唐人街の鬼 （1951年9月7日）                        | 東映京都                            | 井上 金太郎･ 若尾徳平               | 中川信夫                            | 月形龍之介、宮城千賀子、戸上城太郎、加藤嘉、小林重四郎、上田吉二郎、花菱アチャコ、朝雲照代、山口勇、井上由利子 |
| 13                                  | 旗本退屈男 江戸城罷り通る （1952年1月14日）                   | 松竹京都                            | 鈴木兵吾･ 永江勇                    | 大曾根 辰夫                         | 高田浩吉、宮城千賀子、岸恵子、井川邦子、市川小太夫、海江田譲二、柳永二郎、大木実、堺駿二、小林重四郎、西條鮎子、永田光男 |
| 14                                  | 旗本退屈男 八百八丁罷り通る （1953年1月22日）                 | 東映京都                            | 鈴木兵吾                            | 佐々木 康                           | 岡譲司、進藤英太郎、高杉早苗、乙羽信子、嵯峨美智子、原健策、白谷いづみ、川路竜子、中野市女蔵 |
| 15                                  | 旗本退屈男 どくろ屋敷 （1954年1月3日）                        | 東映京都                            | 中山文夫                            | 松田定次                            | 月形龍之介、高千穂ひづる、宮城千賀子、松浦築枝、山岡久乃、薄田研二、加賀邦男、原健策、団徳麿、東野英治郎、横山エンタツ、益田喜頓、坊屋三郎、香川良介、野々村潔、渡辺篤 |
| 16                                  | 旗本退屈男 謎の百万両 （1954年8月31日）                       | 東映京都                            | 鈴木兵吾                            | 佐々木 康                           | 轟夕起子、沢村国太郎、星美智子、田代百合子、薄田研二、神田隆、原健策、三井弘次、内海突破、清川荘司 |
| 17                                  | 旗本退屈男 謎の怪人屋敷 （1954年12月27日）                    | 東映京都                            | 渡辺邦男                            | 渡辺邦男                            | 月形龍之介、進藤英太郎、高峰三枝子、喜多川千鶴、勝浦千浪、宇治みさ子、阿部九洲男、加賀邦男、原健策、岸井明、清川虹子、坊屋三郎 |
| 18                                  | 旗本退屈男 謎の伏魔殿 （1955年8月14日）                       | 東映京都                            | 高岩肇                              | 佐々木 康                           | 進藤英太郎、千原しのぶ、喜多川千鶴、若山セツ子、田代百合子、加賀邦男、徳大寺伸、竜崎一郎、杉狂児、渡辺篤、佐々木孝丸、神田隆 |
| 19                                  | 旗本退屈男 謎の決闘状 （1955年12月28日）                      | 東映京都                            | 比佐芳武                            | 佐々木 康                           | 美空ひばり、大川橋蔵、月形龍之介、進藤英太郎、加賀邦男、堺駿二、三笠博子、横山エンタツ、渡辺篤、百々木直、香川良介、吉田義夫、月形哲之介、赤木春恵、楠本健二 |
| 20                                  | 旗本退屈男 謎の幽霊船 （1956年7月12日） ※本作以降、カラー作品 | 東映京都                            | 比佐芳武                            | 松田定次                            | 山形勲、進藤英太郎、江原真二郎、田代百合子、高千穂ひづる、薄田研二、原健策、横山エンタツ、杉狂児、渡辺篤、三島雅夫、永田靖、神田隆、小田部通麿、百々木直、富田仲次郎、千石規子、団徳麿 |
| 21                                  | 旗本退屈男 謎の紅蓮塔 （1957年1月15日）                       | 東映京都                            | 比佐芳武                            | 松田定次                            | 美空ひばり、月形龍之介、山形勲、喜多川千鶴、丘さとみ、田代百合子、原健策、加賀邦男、横山エンタツ、キドシン、渡辺篤、香島ラッキー、赤木春恵、尾上華丈、香川良介、富田仲次郎、薄田研二、団徳麿、百々木直、松浦築枝、楠本健二、小田部通麿 |
| 22                                  | 旗本退屈男 謎の蛇姫屋敷 （1957年12月28日）                    | 東映京都                            | 鈴木兵吾･ 佐々木 康                 | 佐々木 康                           | 北大路欣也、月形龍之介、山形勲、岩井半四郎、丘さとみ、大川恵子、山東昭子、百々木直、加賀邦男、堺駿二、花柳小菊、吉田義夫、清川荘司、渡辺篤、月形哲之介、赤木春恵、小田部通麿 |
| 23                                  | 旗本退屈男 （1958年8月12日）                                  | 東映京都                            | 比佐芳武                            | 松田定次                            | 片岡千恵蔵、大河内伝次郎、月形龍之介、大友柳太朗、中村錦之助、大川橋蔵、東千代之介、北大路欣也、里見浩太郎 (里見浩太朗)、進藤英太郎、山形勲、桜町弘子、丘さとみ、大川恵子、千原しのぶ、花園ひろみ、長谷川裕見子、花柳小菊、浦里はるみ、植木千恵、徳大寺伸、柳永二郎、加賀邦男、薄田研二、原健策、横山エンタツ、杉狂児、月形哲之介                      |
| 24                                  | 旗本退屈男 謎の南蛮太鼓 （1959年1月9日）                      | 東映京都                            | 池上金男                            | 佐々木 康                           | 北大路欣也、進藤英太郎、山形勲、沢村国太郎、桜町弘子、佐久間良子、山東昭子、三浦光子、加賀邦男、柳永二郎、香川良介、上田吉二郎、徳大寺伸、堺駿二、トニー谷、内海突破、渡辺篤、吉田義夫 |
| 25                                  | 旗本退屈男 謎の大文字 （1959年6月28日）                       | 東映京都                            | 鈴木兵吾                            | 佐々木 康                           | 北大路欣也、大河内伝次郎、東千代之介、山形勲、丘さとみ、青山京子、長谷川裕見子、宇佐美淳也、阿部九洲男、徳大寺伸、松本克平、百々木直、小沢栄太郎、堺駿二、益田喜頓、楠本健二 |
| 26                                  | 旗本退屈男 謎の幽霊島 （1960年1月9日）                        | 東映京都                            | 結束信二                            | 佐々木 康                           | 北大路欣也、月形龍之介、木暮実千代、丘さとみ、進藤英太郎、山形勲、沢村宗之助、市川百々之助、花園ひろみ、戸上城太郎、花柳小菊、三原有美子、勝浦千浪、香川良介、瀬川路三郎、岸井明、団徳麿、柳永二郎、堺駿二、渡辺篤、吉田義夫、月形哲之介、尾形伸之介                                                                                                   |
| 27                                  | 旗本退屈男 謎の暗殺隊 （1960年6月29日）                       | 東映京都                            | 結束信二                            | 松田定次                            | 月形龍之介、里見浩太郎、丘さとみ、山形勲、進藤英太郎、山村聰、黒川弥太郎、宇佐美淳也、大川恵子、花柳小菊、薄田研二、河野秋武、北龍二、明石潮、香川良介、徳大寺伸、渡辺篤、三原有美子、楠本健二、尾形伸之介、南方英二 |
| 28                                  | 旗本退屈男 謎の七色御殿 （1961年8月1日）                      | 東映京都                            | 結束信二                            | 佐々木 康                           | 月形龍之介、東千代之介、久保菜穂子、山城新伍、村田英雄、戸上城太郎、北沢典子、こまどり姉妹、三原有美子、市川百々之助、佐々十郎、渡辺篤、小沢栄太郎、徳大寺伸、北龍二、菅貫太郎、吉田義夫、月形哲之介、田端義夫 |
| 29                                  | 旗本退屈男 謎の珊瑚屋敷 （1962年1月23日）                     | 東映京都                            | 結束信二                            | 中川信夫                            | 東千代之介、沢村訥升、沢村宗之助、坂東好太郎、品川隆二、北沢典子、北条喜久、水谷良重、小畑絹子、三沢あけみ、松川純子、瀬川路三郎、渡辺篤、堺駿二、石黒達也、楠本健二 |
| 30                                  | 旗本退屈男 謎の竜神岬 （1963年1月9日）                        | 東映京都                            | 結束信二                            | 佐々木 康                           | 美空ひばり、東千代之介、里見浩太郎、桜町弘子、山形勲、八代万智子、北条きく子、堺駿二、清川虹子、沢村精四郎、阿部九洲男、上田吉二郎、平参平、和崎隆太郎、小田部通麿 |

## テレビドラマ
| 作品名            | 主演         | 放送年月日                   | 話数 | 制作                  | 備考 |
| ----------------- | ------------ | ---------------------------- | ---- | --------------------- | --- |
| 旗本退屈男        | 中村竹弥     | 1959年1月6日〜1960年9月27日  | 91   | KRテレビ              | |
| 旗本退屈男        | 高橋英樹     | 1970年10月6日〜1971年3月30日 | 26   | フジテレビ / 東宝     | |
| 旗本退屈男        | 市川右太衛門 | 1973年10月2日〜1974年3月26日 | 25   | NET / 東映東京        | |
| 旗本退屈男        | 平幹二朗     | 1983年2月25日                | 1    | フジテレビ / 東宝     | フジテレビの『時代劇スペシャル』の枠で放送 |
| ご存知!旗本退屈男 | 北大路欣也   | 1988年8月11日〜1994年1月3日  | 9    | テレビ朝日 / 東映京都 | 東映が制作した2時間ものの単発ドラマ計9作。北大路が早乙女主水之介を演じて親子二代の主演に。またかつて堺駿二が演じた側用人喜内にもその子の堺正章を起用して話題を呼んだ。 |
| 旗本退屈男        | 北大路欣也   | 2001年7月31日〜11月6日       | 10   | フジテレビ / 東映京都 | 北大路が7年ぶりに早乙女主水之介を演じて、この2年前に死去した父・市川右太衛門の当たり役を無事継承したことを印象づけた。                                                 |